# 宋濂

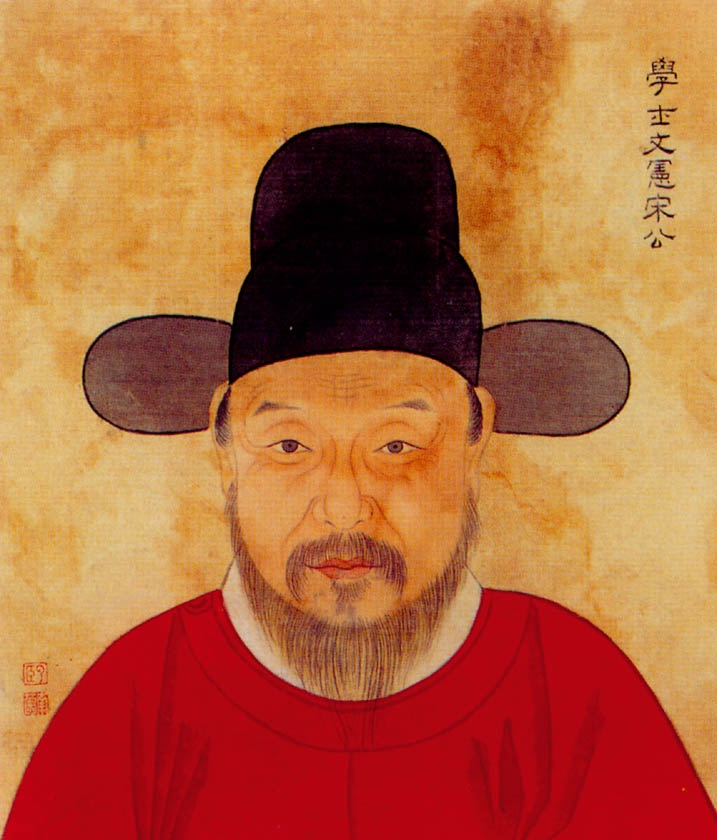
宋濂

宋 濂（そう れん、至大3年10月13日（1310年11月4日） - 洪武14年5月20日（1381年6月12日））は、中国元末明初の政治家・儒学者・文学者。字は景濂。号は潜渓・無相居・竜門子・玄真子。婺州浦江県の出身（先代まで婺州金華県潜渓、現在の浙江省金華市金東区）。

## 略歴
貧しい家庭に生まれたが、学問を好み、儒学に精通するようになった。呉萊・柳貫・黄溍といった古文の大家に学び、至元元年（1335年）には義塾（私塾）の教師となった。順帝のとき翰林院編修に任ぜられたが、父母に孝養を尽くす事を理由に固辞して隠居し、著述に専念した。
至正20年（1360年）、浙東四先生のひとりとして名声が高まっていた宋濂は、有力な反乱勢力となっていた朱元璋（洪武帝）に招聘された。朱元璋が明を建国すると、江南儒学提挙に任ぜられ太子に儒教の経典を講じた。そして、明代の礼楽制度を多く裁定した。洪武2年（1369年）、『元史』の編纂を命じられ、その主任となった。官は翰林学士承旨・知制誥に至った。洪武10年（1377年）、老齢を理由に官を辞し故郷に帰った。洪武13年（1380年）、孫の宋慎が胡惟庸の獄に巻き込まれ、家族全員が茂州（現在の四川省茂県）に流罪となった。そして流刑地に赴く途中夔州（現在の重慶市奉節県）で病死した。諡は文憲。
文学史の分野では、宋濂は劉基・高啓とならんで明初の詩文三大家の一人に数えられている。儒教においても、自ら儒教の伝統の正統な継承者を以て任じていた。唐・宋代の文を手本に「宗経」「帰古」をモットーとして多くの著作を残した。その他の著作は伝記や散文が主で、その文体は質朴簡潔であるが、おおらかで優雅な面ももつというそれぞれに異なった特色がある。朱元璋は宋濂を評して「開国文臣之首」（開国に功のある文臣の首席）とし、劉基は「当今文章第一」（当代随一の文章家）と賞賛し、当時の様々な学者たちは「太史公」（『史記』の作者司馬遷になぞらえる）と呼んでいた。著作には『宋学士全集』・『浦陽人物記』・『洪武聖政記』がある。
弟子に明代初期の有名な学者方孝孺がいた。